# I'm Ready (chanson de Willie Dixon)
Pour les articles homonymes, voir I'm Ready.
Singles de Muddy Waters
I Just Want to Make Love to You
(1954) Natural Born Lover / Loving Man
(1954)
I'm Ready est une chanson de blues écrite et composée par Willie Dixon et enregistrés pour la première fois par Muddy Waters en 1954. Elle a passé neuf semaines dans le classement Billboard R&B chart dans lequel elle a atteint la 4e place. Depuis, I'm Ready a été interprétée par de nombreux artistes.
I'm Ready a une structure en « stop-time » de 16 mesures, analogue à celle de Hoochie Coochie Man. Sur la version originale, aux côtés de Waters (chants et guitare), il y a : Little Walter (harmonica chromatique), Jimmy Rogers (guitare), Otis Spann (piano), Willie Dixon (basse) et Fred Below (batterie). La chanson sera présente dans plusieurs albums de compilation de Muddy Waters, dont la première fois sur The Best of Muddy Waters en 1958.
Muddy Waters l'a ensuite ré-enregistrée sur son album de 1978, I'm Ready, produit par Johnny Winter, qui a remporté un Grammy Awards.
Cette chanson a été reprise par de nombreux artistes, parmi lesquels :
- Otis Spann (1965)
- Buddy Guy (1972)
- Freddie King (1973)
- Lucky Peterson (1992)
- The Jeff Healey Band (1995)
- Aerosmith (2004)